# Tarchuna

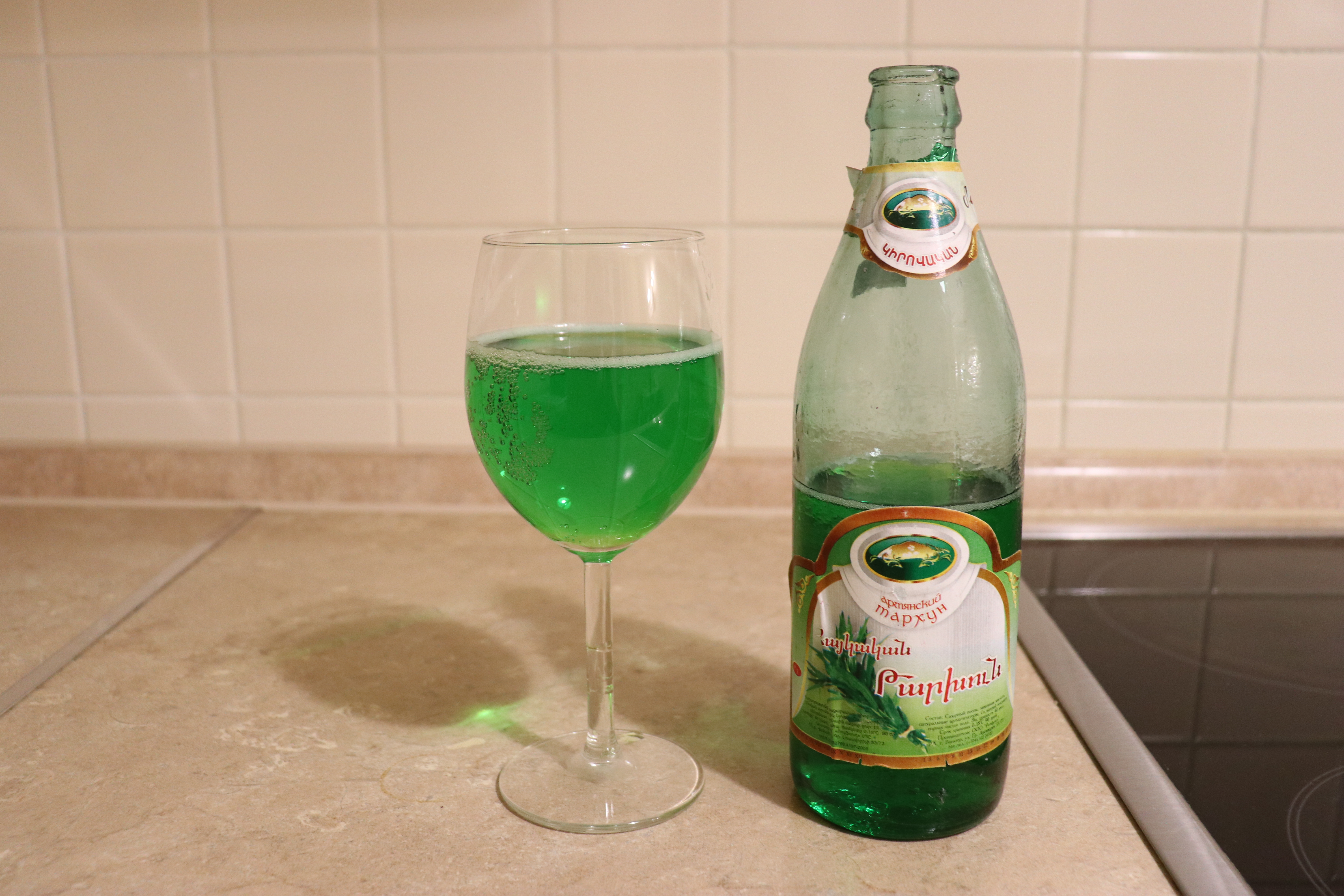
En glass tarchuna

Tarchuna (georgiska: ტარხუნა) är ursprungligen en georgisk läskedryck. Drycken uppfanns av en ung provisor Mitrofan Lagidze i Kutaisi år 1889 genom att blanda ihop sockersirap, dragonextrakt och kolsyrat vatten. Under sovjettiden blev tarchuna populär, speciellt som sommardryck, och den massproducerades med ryska namnet tarchun (ryska: тархун). Den första tarchunafabriken, som leddes av Lagidze, öppnades i Tbilisi år 1927 och på 1980-talet var den till salu i hela Sovjetunionen. Både det georgiska och det ryska namnet syftar till dragon som växt.
Idag säljs tarchuna av många olika tillverkare såsom Natakhtari, Zedazeni, Zandukeli, Kazbegi, Laghidze, Laghi och Khiliani. Drycken kan också kokas hemma.
Vid sidan om läskedrycken är dragon en populär krydda i georgiska köket som används i soppor och kötträtter.